# Javier de Isusi
Javier de Isusi García és un comicaire i il·lustrador basc, nascut a Bilbao (Biscaia) el 1972.

## Biografia
Durant la seva infància, va ser un voraç lector dels còmics d'editorial Bruguera i de sèries franc-belgues com: Asterix, Tintín, Blueberry i ja en l'adolescència, dels còmics de superherois.
Entre 1989 i 1990, mentre estudiava Arquitectura a Sant Sebastià, va descobrir l'obra de Manara, Moebius i sobretot Loisel, plantejant per primera vegada les possibilitats de treballar en el món del còmic.
Quan va acabar la carrera, la va exercir durant un temps en un estudi d'arquitectura, abans d'emprendre un viatge d'un any de durada que el portaria per gran part de Llatinoamèrica, passant tres mesos a Mèxic (on va treballar com a observador internacional a La Realitat, Chiapas) i acabant a Buenos Aires i finalment a Brasil.
Després del viatge va decidir dedicar-se de ple a fer còmics.1 Ja el 2003, juntament amb el guionista argentí Luciano Saracino, va aconseguir quedar finalista al I Concurs Europeu d'Àlbum de Còmic promogut per Glénat. Es va inscriure en l'Associació d'Il·lustradors Bascos.
El 2004 va començar a publicar la tetralogia Los viajes de Juan Sin Tierra, on narra, en blanc i negre i amb clares reminiscències de Corto Maltès, a la recerca que Vasco, el seu protagonista, emprèn darrere del seu amic Juan, desaparegut anys enrere en terres llatinoamericanes. Seria precisament en la presentació del primer àlbum de la sèrie (La pipa de Marcos) on coneixeria a la seva dona Leticia. Amb la qual tindria dos fills: Ibai i Marina.
El 2007, una altra vegada amb Luciano Saracino, coguioniza l'obra col·lectiva Historias del olvido, editada per Dolmen Editorial i en la qual participen els dibuixants: David Rubín, David Lafuente, Paco Roca, Infame & Co., Danimaiz, Manu Ortega, Alex Orbe, Abril Barrado, Raquel Alzate i Leticia Ruifernández.
El 2008, participà en el discollibre  Mentiroso mentiroso d'Iván Ferreiro, adaptant al còmic una de les cançons.
El 2020 va rebre el Premio Nacional de Comic del Ministeri de Cultura d'Espanya per La divina comedia de Oscar Wilde, publicada per l'editorial basca Astiberri.
El 2021 va rebre el Premi Euskadi per Transparentes. Historias del exilio colombiano.

## Obra
| Data | Títol                                                            | Publicació               |
| ---- | ---------------------------------------------------------------- | ------------------------ |
| 2004 | Los viajes de Juan Sin Tierra 1 – La pipa de Marcos              | Astiberri                |
| 2007 | Los viajes de Juan Sin Tierra 2 – La isla de Nunca Jamás         | Astiberri                |
| 2008 | Los viajes de Juan Sin Tierra 3 – Río Loco                       | Astiberri                |
| 2008 | Las cenizas de la abuela                                         | "Dos veces breve" #17    |
| 2010 | Los viajes de Juan Sin Tierra 4 – En la tierra de los Sin Tierra | Astiberri                |
| 2015 | He visto ballenas                                                | Astiberri                |
| 2017 | Asylum                                                           | Astiberri / CEAR-Euskadi |
| 2019 | La divina comedia de Oscar Wilde                                 | Astiberri                |